# Коронація Діви

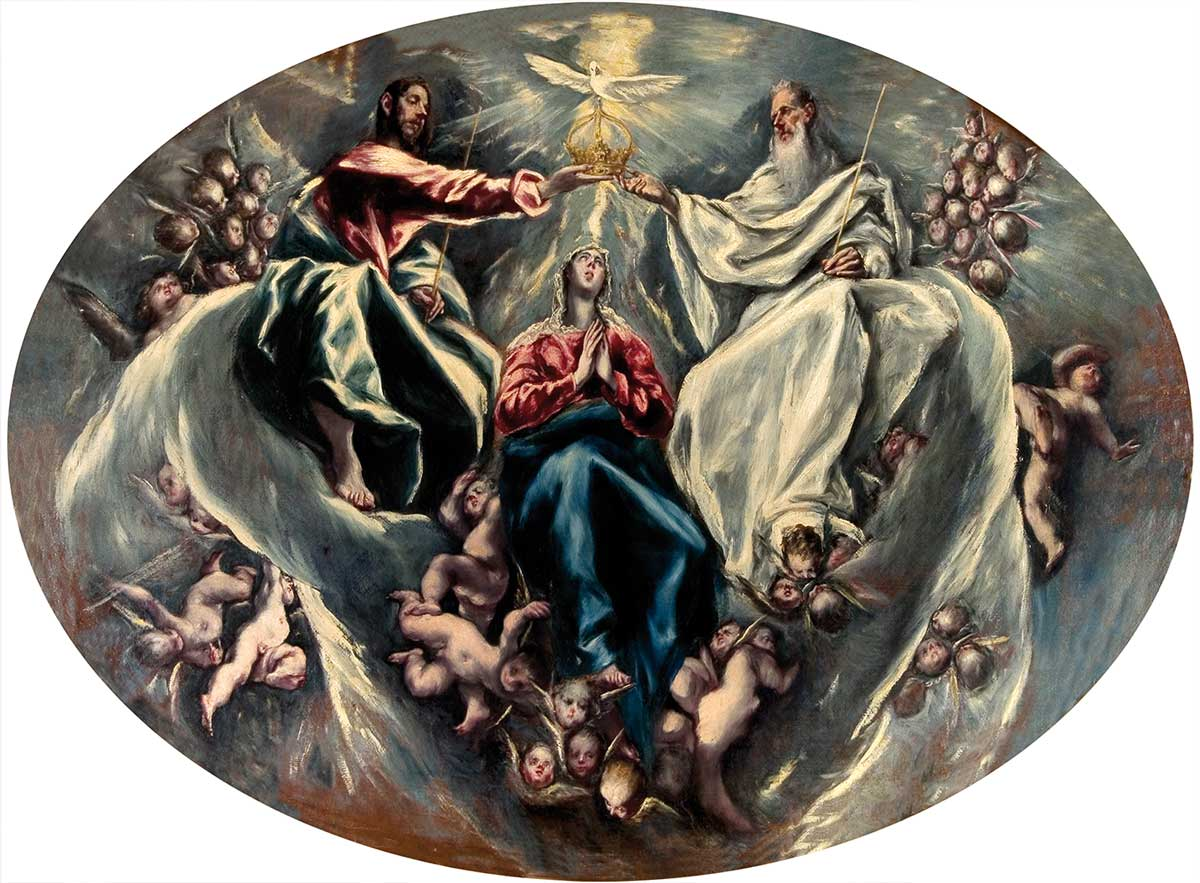
Коронація Діви

Корона́ція Ді́ви (ісп. La coronación de la Virgen) — картина іспанського художника грецького походження Ель Греко, датована періодом 1603—1605 років. Сюжет — Коронація Діви Марії. Написана олійними фарбами на полотні розміром 163 × 220 см на замовлення каплиці в шпиталі де ла Карідад в Ільєскасі, Іспанії, поблизу Толедо.
Довгий час картина належала фонду Стенли Мосса, Нью-Йорк, у якого викуплена фондом імені Александра Онассіса. Після повернення в Грецію експонується у виставковій залі фонду «Телогліо».
Існує інша картина Ель Греко «Коронація Діви» 1592 року, яка зберігається нині у Музеї Прадо, Мадрид.